# スモモ
スモモ（李・酢桃、学名: Prunus salicina）はバラ科サクラ属の落葉小高木。また、その果実のこと。原産地は中国。中国から古くに日本へ渡来し、和歌などにも詠まれる。果樹として農園で栽培される他、自生しているものもある。

## 名称
スモモの果実はモモに比べて酸味が強いことが、和名の由来となっている。漢字では「李」とも書かれる。英語では “Asian plum”（アジアン・プラム）、“Japanese plum”（ジャパニーズ・プラム）などとよばれる（ただしウメも「プラム」と呼ばれることがある）。地域によっては、ハダンキョウあるいはハタンキョウ（巴旦杏）ともよばれるが、同じく巴旦杏とよばれるアーモンドとは別種である。

## 特徴

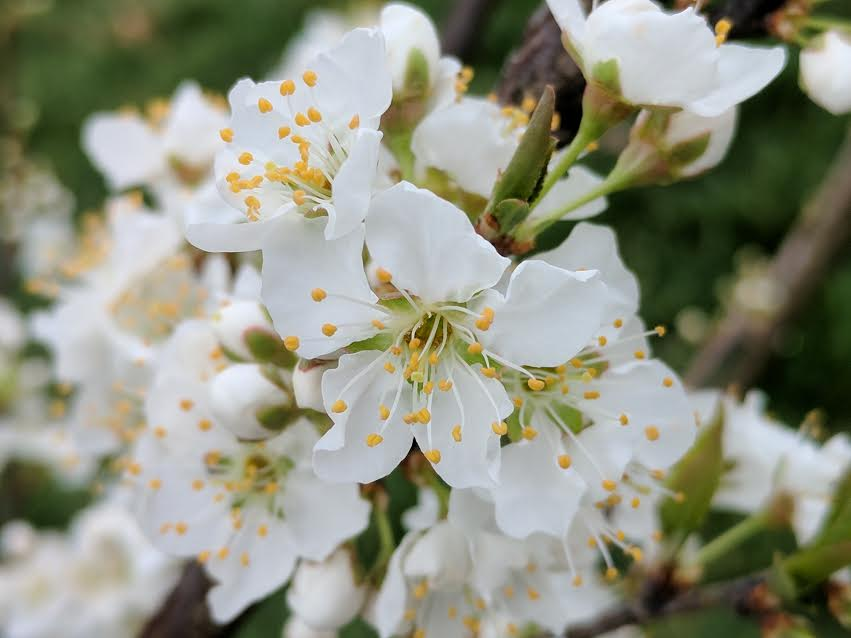
スモモの花

落葉広葉樹の小高木。桃とは異なる種で、同じバラ科サクラ属の梅、杏、桃の花粉を利用して人工授粉させることができる。枝はよく分岐し、横に広がる。葉は長楕円形または長披針形。
開花期は4月。中国ではモモとともに春の代表的な花となっている。葉の付け根に白い花を1 - 3個咲かせる。果実は無毛で、夏になると緑色から赤色に熟す。果肉は赤色や黄色があり、酸味はあるが完熟すると甘みが出る。
果実の旬の時期は6 - 9月ごろとされ、食べごろのものは良い香りがある。栄養的にはカリウム、リンゴ酸、クエン酸などを含み、利尿作用・高血圧予防・肝機能を高める効果が期待されている。果肉だけでなく果皮にも栄養分があるため、薄い皮ごと食べるのがよいといわれている。皮を覆うように白い粉状のブルームがつき、市場に出回っている果実の鮮度が良いものほどブルームが残っている。

## 栽培
開花期に霜に当たると、不完全花となり結実しないため、開花時期に晩霜に遭わない地域が適する。長果枝は開花しても結実しにくいので、中短果枝および花束状短果枝を出させる剪定を冬季に行う。成木なのに収量が少ないのは受粉樹が近くにない・受粉樹との相性が悪い・低温晩霜に当たったのが原因と考えられる。
発芽する前に石灰硫黄合剤を散布して葉や果実が膨れ上がるふくろみ病を防ぐ。シンクイムシ・アブラムシ・カイガラムシ・イラガ等がつく。
2014年（平成22年）より、ウメ輪紋ウイルス（プラムポックスウイルス）の緊急防除の規制対象植物に指定され、指定地域からの種子、果実以外の持ち出しが禁止されている。
2019年(令和元年)、幼果に食入して内部を食害する害虫スモモミハバチが確認された。この虫は中国大陸から侵入したと推定されており、スモモのみを加害する。被害果は1cm程度で落果し、無防除では収穫皆無となることも多い。被害が報告されているのは山口県と広島県だが、九州でも確認されるなど、分布は拡大している。防除は、満開期から落弁期に浸透移行性のある殺虫剤の散布が有効である。

## 品種
「スモモ」とよばれる栽培種は多数あり、日本に多く見られる中国原産のスモモ（日本スモモ）と、ヨーロッパ・コーカサス原産の西洋スモモ（ヨーロッパスモモ〈学名: Prunus domestica〉・アメリカスモモ〈学名: Prunus americana〉) に大別できる。日本のスモモはニホンスモモが多品種と交雑してできた品種で、総称して「プラム」とよばれている。19世紀にアメリカに渡ったスモモは育種家のルーサー・バーバンクの手により「ソルダム」「サンタローザ」「ビューティー」などの品種として改良され、再び日本に「プラム」として輸入された。それらを元に日本では「大石早生」「月光」などに発展させていった。一方、ヨーロッパスモモは、青紫色の楕円タイプが多く、日本ではプルーンがよく知られている。

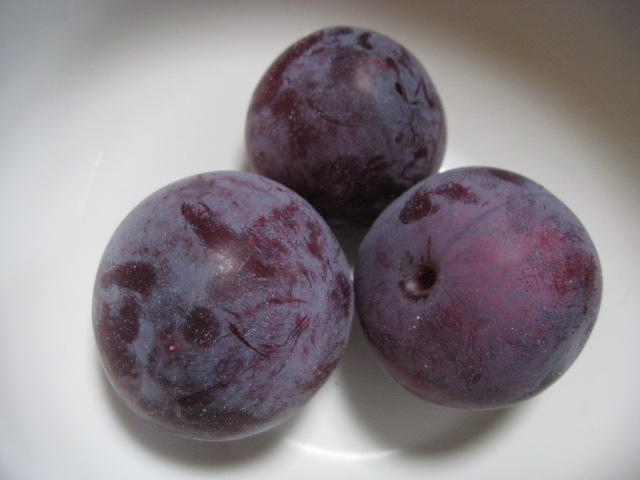
完熟したスモモ「ソルダム」

- 秋姫 - 1963年（昭和38年）ごろに秋田県で発見された大玉種。果皮は主に赤色から赤紫色で、袋掛け栽培で黄色もある。晩生種で9月ごろに出回る。[2]
- 大石早生（おおいしわせ） - 日本産では最も多い中ぶりの早生品種。1952年（昭和27年）に品種登録されたもので、品種名は育成者の名前にちなむ。果皮は完熟すると赤色になるが、色づき初めごろが食べごろで、7月上旬ごろに出回る。[2]
- 花螺李（がらり） - 台湾原産で、奄美大島や沖縄で栽培され、別名「奄美プラム」ともいう。果皮は黒紫色で酸味が強い。完熟すれば生食できるが、シロップ煮や果実酒に向いている。[2]
- 貴陽（きよう） - 山梨県の農家で「太陽」からつくられた大玉種で、1952年（昭和27年）に登録した品種。モモぐらいの大きさがあり、果汁が多く、甘みも強い。[2]
- ケルシー - 果皮が緑色の先が少し尖った形が特徴の大玉種。もともと日本で栽培されていた「甲州大巴旦杏」（こうしゅうだいはたんきょう）という種を、明治時代にジョン・ケルシーが米国カリフォルニアに持ち帰って広まり、大正時代に日本へ逆輸入されたといわれる。果肉は黄白色で、かたく引き締まっている。[2]
- サマーエンジェル - 米国品種の「ソルダム」と「ケルシー」を山梨県果樹試験場で交配してつくられ、2005年（平成17年）に品種登録された大玉種。果汁が多く、糖度15 - 17度の強い甘みと適度な酸味がある。[2]
- サンタローザ - 米国で日本スモモとアメリカスモモを交配して作出された品種。大正時代に日本に導入され、別名「さんたろう」ともよばれる。果皮は赤色で、果肉は黄色であるが熟すと赤みが入る。糖度は11 - 13度。[2]
- ソルダム - 8月から出回る中玉種で、日本産では大石早生に次いで多い。明治後期から大正初期に米国から日本へ導入されたといわれる。果皮が緑色で、果肉は赤色で弾力がある。甘くて酸味はやや少ない。[2]
- 太陽 - 山形県で発見され1969年（昭和44年）に命名された大玉の晩生種。果皮は濃い赤色、糖度は16度で甘い。8月中旬ごろから出回る。[2]
- ホワイトプラム - 果皮・果肉ともに淡黄色で、果肉は多汁でやわらかく、甘くて酸味が少ない。[2]
- レッドビュート - 2005年（平成17年）に山梨県で品種登録されたやや大きめの品種。果皮は濃い赤色で酸味があり、果肉は濃いクリーム色で糖度11 - 15度と甘みが強い。やや固めで、果汁は少ない。[2]

### 近縁種
- プルーン - ヨーロッパスモモの1種。果皮は黒紫色で、鉄分、ビタミンE、食物繊維が豊富。生食やドライフルーツにして食べる。[2]

## 収穫
収穫量
都道府県別収穫量（2013年）
全国収穫量 21,800t
1. 山梨県 7,450t (34.17%)
2. 和歌山県 2,940t (13.48%)
3. 長野県 2,810t (12.89%)
4. 山形県 1,560t (7.16%)
5. 青森県 998t (4.58%)

日本国内の主な産地（作況調査市町村別データ長期累年一覧による）
- 北海道
  - 仁木町
- 青森県
  - 南部町（旧名川町）、三戸町
- 宮城県
  - 蔵王町
- 山形県
  - 中山町、天童市、東根市
- 福島県
  - 国見町、伊達市（旧保原町、旧梁川町、旧霊山町）
- 群馬県
  - 榛名町
- 山梨県　…国内1位。特に南アルプス市は自治体としても日本一の生産量を誇る。[8]
  - 南アルプス市（旧白根町、旧櫛形町、旧甲西町、旧八田村）、甲州市（旧塩山市）、甲府市（旧中道町）、笛吹市（旧境川村）、山梨市、富士川町（旧増穂町）、中央市（旧豊富村）
- 長野県　…国内2-3位。
  - 長野市、須坂市、中野市、佐久市、飯田市
- 和歌山県　…国内2-3位。田辺市が一大産地であったが、ウメとの競合によって栽培面積は減少し、今日ではかつらぎ町が県内トップとなっている。また、シンジョウは田辺市新庄地区で発見された、独自品種。[9]
  - かつらぎ町、紀の川市（旧粉河町、旧那賀町）、田辺市、有田川町（旧吉備町）
- 福岡県福岡県
  - みやま市（旧高田町）、八女市（旧黒木町）
- 大分県
  - 日田市（旧大山町）
- 鹿児島県
- 大和村

## 象徴として
大韓帝国の皇族であった全州李氏は、このスモモの花を皇室章ならびに国章として用いた。